# Rio Graben
O Rio Graben é um rio da Romênia, afluente do Târnava Mică, localizado no distrito de Alba.